# Rarh
Rarh és una regió de l'Índia a Bengala, situada a l'oest del riu Bhagirathi-Hoogly. Fou una de les quatre divisions creades per Ballal Sen; les altres foren Barendra (entre el Mahananda i el Karatoya), Bagri (Bengala del Sud) i Banga (Bengala Oriental). Rarh correspon més a menys amb el regne de Karna Suvarna, i amb els districtes britànics de Burdwan, Bankura, Hugli (Hooghly) i la part occidental del de Murshidabad.